# Dergenthin
Dergenthin ist ein Ortsteil im Westen der Stadt Perleberg im Landkreis Prignitz. Er zählt 263 Einwohner.

## Geografie

### Dergenthin
Das Straßendorf Dergenthin liegt im äußersten Westen der Stadt Perleberg. Nur ein einziger Perleberger Ortsteil, Sükow, ist im Osten mit Dergenthin benachbart. Im Süden grenzt Dergenthin an die Gemeinde Weisen mit ihrem Ortsteil Schilde sowie an den Ortsteil Bentwisch der Stadt Wittenberge. Südwestlich schließt sich die Gemeinde Lanz, nordwestlich die Gemeinde Karstädt mit ihren Ortsteilen Laaslich und Nebelin an.
Teile Dergenthins nördlich der Landesstraße L 12 gehören zum Landschaftsschutzgebiet Agrarlandschaft Prignitz-Stepenitz.

### Kuhwinkel
Zum Ortsteil Dergenthin gehört neben der Gemarkung Dergenthin auch die Gemarkung Kuhwinkel. Kuhwinkel wurde 1558 erstmals als Kowinckel urkundlich erwähnt. Die Gemarkung bildet den Westen des Ortsteils und ist heute unbewohnt. Im Süden der Gemarkung liegt das bewaldete Feuchtgebiet Elsbruch mit den beiden Naturschutzgebieten Krötenluch und Kranichteich. Dieses Areal ist auch Bestandteil des von der UNESCO anerkannten Biosphärenreservats Flusslandschaft Elbe-Brandenburg.
Das Naturschutzgebiet Kuhwinkel grenzt im Westen an die gleichnamige Gemarkung, gehört aber bereits zur benachbarten Gemeinde Karstädt.

## Einwohnerentwicklung
| Datum | Einwohnerzahl |
| ----- | ------------- |
| 1800  | 76            |
| 1817  | 75            |
| 1840  | 86            |
| 1858  | 87            |
| 1895  | 5             |
| 1925  | 8             |

## Geschichte
Die älteste bekannte urkundliche Erwähnung Dergenthins (Chim de Dergenthin) stammt aus dem Jahr 1300.
1424 sind die von Wartenberg als Dorfherren von Dergenthin benannt.
Am 1. Mai 1973 wurde Dergenthin in das benachbarte Sükow eingemeindet. 17 Jahre später erlangte der Ort am 1. Mai 1990 seine Eigenständigkeit zurück. Am 6. Dezember 1993 erfolgte jedoch gleichzeitig mit Sükow die Eingemeindung in die Kreisstadt Perleberg.

## Verkehr
In Ost-West-Richtung verläuft durch Dergenthin die Brandenburger Landesstraße L 12.
In Nord-Süd-Richtung quert die Berlin-Hamburger Bahn das Dergenthiner Gebiet. Der Dergenthiner Bahnhof wird allerdings nicht mehr für den Personenverkehr genutzt.
Westlich und parallel zur Eisenbahnstrecke sehen Planungen die zukünftige Trassenführung der Bundesautobahn 14 vor. Eine Anschlussstelle in Dergenthin wird es nicht geben.

## Bauwerke
Die Kirche in Dergenthin ist vorwiegend aus Feldsteinen erbaut und mit Backsteinen ergänzt. Ihren Vorgängerbau ersetzte sie im 15. Jahrhundert.

## Einwohnerentwicklung
| Datum         | Einwohnerzahl |
| ------------- | ------------- |
| 1800          | 180           |
| 1817          | 164           |
| 1840          | 318           |
| 1925          | 478           |
| 1939          | 445           |
| 1946          | 713           |
| 11. Jan. 2011 | 263           |
| 31. Dez. 2012 | 251           |